# 율령국 목록

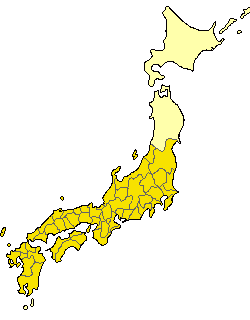
701년~702년의 율령국

가마쿠라 시대부터 1868년까지의 율령국

율령국은 7세기 후반부터 메이지 시대까지 일본의 행정 구역이다.

## 고키(五畿)

### 기나이(畿内)
- 야마시로국(山城国)
- 야마토국(大和国)
  - 716년 경 - 738년 경
    - 야마토 국(大和国)
    - 요시노 감(芳野監)
- 가와치국(河内国)
- 이즈미국(和泉国)
- 셋쓰국(摂津国)

## 시치도(七道)

### 도카이도(東海道)
- 이가국(伊賀国)
- 이세국(伊勢国)
- 시마국(志摩国)
- 오와리국(尾張国)
- 미카와국(三河国)
- 도토미국(遠江国)
- 스루가국(駿河国)
- 이즈국(伊豆国)
- 가이국(甲斐国)
- 사가미국(相模国)
- 무사시국(武蔵国) - 원래는 도산도에 속했음
- 아와 국(安房国)
- 가즈사국(上総国)
- 시모사국(下総国)
- 히타치국(常陸国)

### 도산도(東山道)
- 오미국(近江国)
- 미노국(美濃国)
- 히다국(飛騨国)
- 시나노국(信濃国)
  - 721년에서 731년까지
    - 스와국(諏方国)
    - 시나노국(信濃国)
- 고즈케국(上野国)
- 시모쓰케국(下野国)
- 무사시국(武蔵国) (771년부터 도카이도에 포함된다.)
- 무쓰국(陸奥国)
  - 718년부터 수년 간
    - 이와세국(石背国)
    - 이와키 국(石城国)
    - 무쓰국(陸奥国)

  - 1868년 분할 후
    - 이와시로국(岩代国)
    - 이와키 국(磐城国)
    - 리쿠젠국(陸前国)
    - 리쿠추국(陸中国)
    - 무쓰국(陸奥国)
- 데와국(出羽国)
  - 1868년 분할 후
    - 우젠국(羽前国)
    - 우고국(羽後国)

### 호쿠리쿠도(北陸道)
- 와카사국(若狭国)
- 에치젠국(越前国)
- 가가국(加賀国)
- 노토국(能登国)
- 엣추국(越中国)
- 에치고국(越後国)
- 사도국(佐渡国)

### 산인도(山陰道)
- 단바국(丹波国)
- 단고국(丹後国)
- 다지마국(但馬国)
- 이나바국(因幡国)
- 호키국(伯耆国)
- 이즈모국(出雲国)
- 이와미국(石見国)
- 오키국(隠岐国)

### 산요도(山陽道)
- 하리마국(播磨国)
- 미마사카국(美作国) - 713년 비젠 국에서 분리.
- 비젠국(備前国)
- 빗추국(備中国)
- 빈고국(備後国)
- 아키국(安芸国)
- 스오국(周防国)
- 나가토국(長門国)

### 난카이도(南海道)
- 기이국(紀伊国)
- 아와지국(淡路国)
- 아와 국(阿波国)
- 사누키국(讃岐国)
- 이요국(伊予国)
- 도사국(土佐国)

### 사이카이도(西海道)
- 부젠국(豊前国)
- 분고국(豊後国)
- 지쿠젠국(筑前国)
- 지쿠고국(筑後国)
- 히젠국(肥前国)
- 히고국(肥後国)
- 휴가국(日向国)
- 오스미국(大隅国)
  - 702년에서 824년까지
    - 오스미 국(大隅国)
    - 다네국(多褹国)
- 사쓰마국(薩摩国)
- 이키국(壱岐国)
- 쓰시마국(対馬国)

## 기타

### 홋카이도(北海道)
에조치(蝦夷地)를 홋카이도로 이름을 바꾸면서 11개의 국이 설치되었다. (1869년 - 1882년)
- 오시마국(渡島国)
- 시리베시국(後志国)
- 이부리국(胆振国)
- 이시카리국(石狩国)
- 데시오국(天塩国)
- 기타미국(北見国)
- 히다카국(日高国)
- 도카치국(十勝国)
- 구시로국(釧路国)
- 네무로국(根室国)
- 지시마국(千島国)